# HD 36780

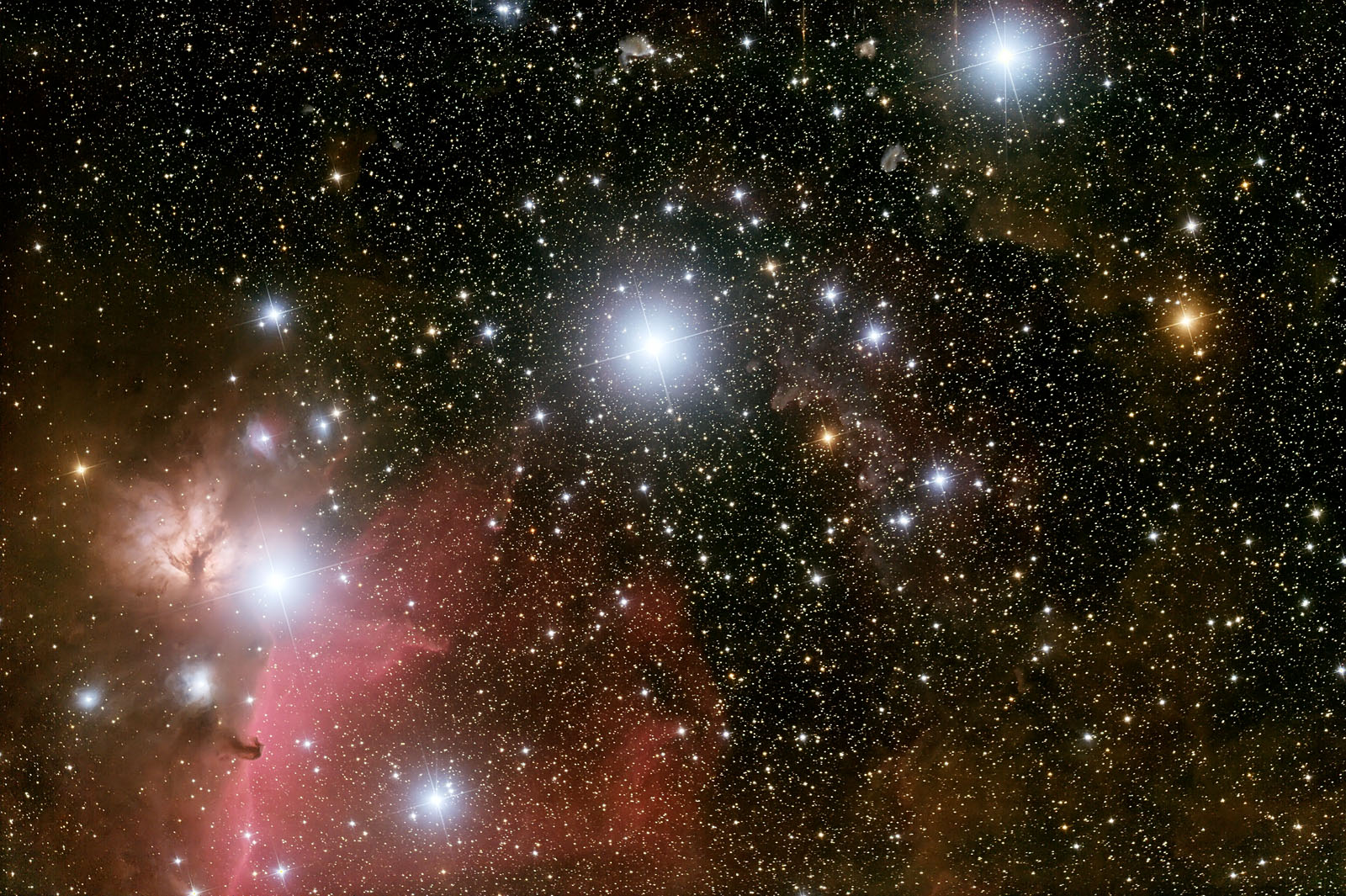
Lokalisering av HD 36780 (inringad) i regionen av Orion's bälte

HD 36780 är en ensam stjärna i den mellersta delen av stjärnbilden Orion. Den har en skenbar magnitud av ca 5,92 och är svagt synlig för blotta ögat där ljusföroreningar ej förekommer. Baserat på parallax enligt Gaia Data Release 2 på ca 6,1 mas, beräknas den befinna sig på ett avstånd på ca 534 ljusår (ca 164 parsek) från solen. Den rör sig bort från solen med en heliocentrisk radialhastighet på ca 84 km/s.
Primärstjärnan HD 36780 är en orange till gul jättestjärna av spektralklass K4 III, 
som har förbrukat förrådet av väte i dess kärna och utvecklats bort från huvudserien. Den har en radie som är ca 31 solradier och har ca 243 gånger solens utstrålning av energi från dess fotosfär vid en effektiv temperatur av ca 4 100 K.